# Sembilan (schip, 1922)
De Sembilan was een vrachtschip van de Stoomvaart Maatschappij Nederland (SMN). Het schip is tijdens de Tweede Wereldoorlog, op 17 april 1943, door de Italiaanse onderzeeboot Leonardo da Vinci met een torpedo tot zinken gebracht. De Sembilan was op weg van het Schotse Glasgow naar Brits-Indië onder kapitein L.A. v/d Sluis Veer toen het ter hoogte van Durban door de  Leonardo da Vinci werd aangevallen. Nadat de torpedo het schip raakte explodeerde de Sembilan meteen. Van de 86 opvarenden wist maar één bemanningslid de aanval te overleven; de overige 85 hebben de explosie niet overleefd.